# ۲۶ تیر
۲۶ تیر/سرطان صد و نوزدهمین روز سال در گاه‌شماری خورشیدی است. ۲۴۶ روز ( ۲۴۷ روز در سال‌های کبیسه) باقی‌است.

## رویدادها
- ۱۲۹۰ - صمصام‌السلطنه به مقام وزیر جنگ ایران منصوب شد
- ۱۳۵۲ - پایان دوران سلطنت در افغانستان با کودتای محمد داود علیه حکومت محمدظاهر شاه و ایجاد جمهوری خودخوانده.
- ۱۳۷۳ - قهرمانی برزیل در جام جهانی ۱۹۹۴
- ۱۳۸۸ - نماز جمعه ۲۶ تیر ۱۳۸۸ تهران
- ۱۳۸۹ - حادثه ۲۶ تیر ۱۳۸۹ فروند مک‌دانل داگلاس اف-۴ فانتوم ۲ نهاجا
- ۱۳۹۹ - آغاز اعتراضات تیر ۱۳۹۹ ایران

## زادروزها
- ۸۶۶ - شاه اسماعیل صفوی، بنیانگذار صفویان
- ۱۲۱۰ - ناصرالدین‌شاه، چهارمین شاه قاجاریان در ایران
- ۱۲۶۹ - ذبیح بهروز، نویسنده
- ۱۳۱۷ -  محمد دهش، سیاستمدار

## درگذشت‌ها
- ۱۳۱۵ - عمادالکتاب، خوشنویس
- ۱۳۶۹ - کاظم تینا تهرانی، نویسنده
- ۱۳۸۴ - مجتبی میرزاده، نوازنده
- ۱۳۸۸ - مصطفی کیارستمی، از کشته‌شدگان نماز جمعه ۲۶ تیر ۱۳۸۸ تهران
- ۱۳۹۹ - سوسن سلیمی، بازیگر
- ۱۴۰۲ - کاظم فیروزمند، نویسنده
- ۱۴۰۳ - حسین هاشمیان، نماینده رفسنجان در دوره هشتم مجلس شورای اسلامی